# ご近所の星
『ご近所の星』（ごきんじょのほし）は、1979年10月13日から1980年3月8日まで、フジテレビ系列の「土曜劇場」（毎週土曜21:00 - 21:54）の枠で放送されたテレビドラマ。全21回。

## 概要
東京・高円寺が舞台。江森達也は大新聞・毎朝新聞の社会部記者から廃刊寸前のタウン誌『のあのあ』の記者に転身。のあのあの社長は多少変わっている感じの中林東亜である。達也は中林からよく怒られながらも、取材活動に励んでいた。ある日、獣医師の木山美智子が達也と同じマンションの隣の部屋に引っ越し。これが達也と美智子の奇妙な出会いの始まりだった…。
達也と美智子の揺れる愛情を中心に、高円寺の住民とのふれ合い、街の出来事などをコメディー調に描いた。また、本作では美智子の勤める動物病院が登場することもあって、劇中にゾウ、チンパンジー、ハムスター、アライグマなど大小の動物が多数登場した。なお、本作は『タウンドラマ』と銘打たれて放送された。また、第10話では山口百恵がゲスト出演し、この翌年1980年に結婚する三浦友和と共演した。

## キャスト
- 木山美智子：十朱幸代
- 江森達也：三浦友和
27歳、東京出身。某大学文学部卒。クールな行動派で運動神経は良く、ウエスタンシャツなどラフな服を愛用。移動の手段にはジープを使用[3]。
- 中林東亜：愛川欽也
- 木山午太郎：新井康弘 - 美智子の弟
- 江森文：高見知佳 - 達也の妹
- 江森周三：船越英二 - 達也の父
- 三井田丸：谷幹一 - 「のあのあ」オフィスの大家で、丸金薬局の店主
- 三井よし子：石山浩子 - 田丸の娘
- 中林於兎：秋野暢子 - 東亜の娘
- 木山正助：桑山正一 - 美智子の父
- 木山久子：三崎千恵子 - 美智子の母

### ゲスト
- ひで：安芸秀子（第4話）- 靴磨きの老婆
- 明：中野健（第5話）
- 町田和夫：西川和孝（第8話）
- 川本千恵：山口百恵（第10話）- 毎朝新聞の婦人記者で、達也の後輩
- 柄本明（第11話）
- 松金よね子（第11話）
- 高田和枝：桜町弘子（第14話）
- 大港洋子：井沢明子（第16話）
- 大港武一：入川保則（第16話）- 洋子の父で、中林の学生時代の同級生
- 松村（時計店主）：東八郎（第20話）

## スタッフ
- プロデューサー：小林俊一
- 脚本：布勢博一、上條逸雄
- 演出：浜忠臣、山田良明
- 制作：フジテレビ

## 主題歌
- 南こうせつ『旅立つ想い』（作詞：喜多条忠、作曲：南こうせつ　発売：パナムレコード）

## サブタイトル
| 話数 | 放送日         | サブタイトル                   | 脚本               | 演出     |
| ---- | -------------- | ------------------------------ | ------------------ | -------- |
| 1    | 1979年10月13日 | （サブタイトル無し）           | 布勢博一           | 浜忠臣   |
| 2    | 1979年10月20日 | （〃）                         | 布勢博一           | 浜忠臣   |
| 3    | 1979年10月27日 | 象が来たゾウ                   | 布勢博一           | 山田良明 |
| 4    | 1979年11月3日  | グッドバイ愛犬ジロー           | 布勢博一           | 山田良明 |
| 5    | 1979年11月10日 | 消えたタブチ君                 | 布勢博一           | 浜忠臣   |
| 6    | 1979年11月17日 | 高円寺大追跡!!                 | 布勢博一           | 浜忠臣   |
| 7    | 1979年11月24日 | 激狂! ミス・コンテスト         | 布勢博一           | 山田良明 |
| 8    | 1979年12月1日  | 噛まないで!!ブッチャー         | 布勢博一           | 浜忠臣   |
| 9    | 1979年12月8日  | 見合って見合って大合戦         | 布勢博一           | 山田良明 |
| 10   | 1979年12月15日 | お前が来た日                   | 布勢博一           | 浜忠臣   |
| 11   | 1979年12月22日 | おやじの旅立ち                 | 布勢博一           | 山田良明 |
| 12   | 1979年12月29日 | しり餅、やき餅、からみ餅       | 布勢博一           | 浜忠臣   |
| 13   | 1980年1月12日  | いたずらチンパン“あんたが主役” | 布勢博一           | 山田良明 |
| 14   | 1980年1月19日  | ワインカラーのロマンス         | 上條逸雄、布勢博一 | 浜忠臣   |
| 15   | 1980年1月26日  | ああ!!結婚                     | 布勢博一           | 浜忠臣   |
| 16   | 1980年2月2日   | なみだのDJ                     | 上條逸雄           | 浜忠臣   |
| 17   | 1980年2月9日   | 愛情宣言!!                     | 布勢博一           | 山田良明 |
| 18   | 1980年2月16日  | 愛されてゆらゆら               | 布勢博一           | 山田良明 |
| 19   | 1980年2月23日  | 結婚宣言!!                     | 布勢博一           | 浜忠臣   |
| 20   | 1980年3月1日   | 想い出のエンゲージリング       | 布勢博一           | 山田良明 |
| 21   | 1980年3月8日   | 愛のトンカツ                   | 布勢博一           | 浜忠臣   |